# Saint-Martin-de-Ré
 Saint-Martin-de-Ré  es una población y comuna francesa, situada en la región de Nueva Aquitania, departamento de Charente Marítimo, en el distrito de La Rochelle. Es el chef-lieu del cantón de Saint-Martin-de-Ré, aunque La Flotte y Sainte-Marie-de-Ré la superan en población.

## Demografía
| 2262 | 2096 | 2135 | 2400 | 2512 | 2637 |
| Para los censos de 1962 a 1999 la población legal corresponde a la población sin duplicidades (Fuente: INSEE [Consultar]) |      |      |      |      |      |